# 芳賀宜道
芳賀宜道（はが ぎどう）は、幕末の旗本、松前藩士。本名は敬太郎。靖兵隊隊長。

## 生涯
正確な生年月日は不明。支配勘定芳賀市三郎の子として生まれ、天保11年（1840）12月27日に家督を相続する。小普請組となり、弘化元年（1844年）、青山権田原北から四谷内藤宿へ屋敷替えを行った。
安政元年(1854年)3月27日、身持ちが宜しくなかったため、養子録之助へ家督を譲り、長屋住まいの身となる。松前藩儒学者市川氏へ養子に入り、市川宇八郎を称した。
神道無念流剣客百合元昇三の同門だった永倉新八（当時25歳とされるが文久3年（1863年）では辻褄が合わない）と隣国に武者修行へ出向き、下野国佐野で堀田家臣大沢大助の門人四名を負かす。続いて試合を挑んできた大沢本人を柔道の技で翻弄した後、江戸に戻った。元治元年（1864年）頃、富士重本（亦八郎）の妹と結婚した。
激しい攘夷論を唱え、意見が対立したことから、慶応3年（1867年）1月6日をもって、病気を名目に松前藩を退勤した。同2月22日、同志に下谷御徒町の親類方にいた富士重本を襲撃させる。芳賀の仲間たちは金品を奪い、富士を負傷させた。後に百合元昇三の息子銓之助を使嗾しようとしたことが発覚する。芳賀の同志も多かったため、幕府による手入れが行われることはなかった。
慶応4年（1868年）、深川冬木町弁天社内で、局長近藤勇との意見対立を理由に盟友原田左之助らと共に新選組を脱退した永倉と再会。彼に旧幕府側の部隊結成の同盟話を持ち掛けられ、快諾。同年に自身を隊長、永倉と原田を副長とする靖兵隊を結成し、5月18日下野国藤原に脱走、三百人ほどの頭となった。しかし戦況は不利で、米沢藩士雲井龍雄の計らいで永倉共々米沢藩に潜伏していたが、会津藩の降伏を知って永倉らと共に12月27日に東京へ町人姿で帰還する。
明治2年（1869年）1月15日、芳賀は懇意にしていた深川冬木町才右衛門の元を訪れ、駿州赤心隊隊長となっていた富士や隊士の坂口伊三郎、長坂主税らと出くわした。しばし雑談をした後、戊辰戦争のことに話が及び「浪士は官軍に多く討ち取られているので、そのままにはされないだろう」と言う富士に芳賀は飛びかかり、刀を奪い取ろうとした。揉み合いになり、隣の間から坂口、長坂の二名が駈け出して切りつけると芳賀は手負いのまま往還河岸端まで逃亡し、そこで討ち取られた。当時芳賀は飲酒していたという。
浅草三間町にいた芳賀の妻が仇を討ってくれるように頼んだが、下手人が箱館赴任の途中で死んだために果たせなかったと永倉は書いている。しかし、富士重本は明治30年（1897年）まで存命していた。

## 人物
- 身長は六尺あまりで、腕力が強く、剣道や柔道に長じ、相撲では同門の誰にも負けなかったという[5]。永倉とは共に天下の英雄を自称していた[5]。
- 永倉と同じく、『武士は二君に仕えず』という矜持を持っていたため、江戸帰還を考えていた際、前述の雲井龍雄から「江戸へ戻るよりも上杉藩に仕えられたらどうか」という誘いを持ち掛けられた時もこの矜持から断っている[6]。